# Le Mors aux dents (film, 1979)
Pour les articles homonymes, voir Le Mors aux dents.
Pour plus de détails, voir Fiche technique et Distribution.
Le Mors aux dents est un film français réalisé par Laurent Heynemann, sorti en 1979.

## Synopsis
Charles Dréant, personnage aux activités douteuses, tire son pouvoir du fichier qu'il détient sur les hommes politiques influents. Les chefs du parti au pouvoir confient à Loïc Le Guen la mission de le surveiller. Or Dréant, qui traverse une passe difficile, s'apprête à monter une escroquerie portant sur une course de tiercé....

## Fiche technique
- Date de sortie : 1er septembre 1979 France
- Titre  original : Le Mors aux dents
- Réalisateur :Laurent Heynemann, assisté de Claude Othnin-Girard
- Scénariste : Laurent Heynemann, Claude Veillot et Pierre Fabre
- Producteur :  Jean-Serge Breton et Alain Sarde
- Société de production :Sara Films et Union générale cinématographique
- Photographie : Alain Levent
- Musique : Antoine Duhamel
- Décors : Jean-Baptiste Poirot et Philippe Turlure
- Montage : Armand Psenny
- Création des costumes : Annick François
- Ingénieur du son : Michel Desrois
- Genre : Film policier
- Durée : 99 minutes
- Affiche : René Ferracci (France)

## Distribution
- Jacques Dutronc : Loïc Le Guenn
- Michel Piccoli : Pierre Chazerand
- Michel Galabru : Charles Dréant
- Nicole Garcia : Mme Le Guenn
- Roland Bertin : Xavier Guibert
- Michel Beaune : Froment
- Jean Benguigui : René Bosc
- Monique Chaumette : Louise Guibert
- Clémentine Amouroux : Solange
- Brigitte Roüan : La photographe
- Roland Blanche : Aristote Vassiliadès, dit 'Le Grec'
- Jean-Pierre Sentier : Paul Ramoz
- Maria Laborit : Geneviève Chazerand
- Charles Gérard : Ménard, le commissaire des jeux
- Jacques Sereys : Poinsot-Dubreuil
- Michel Berto : Solo
- Chil Marx : Me Laurent
- Jacques Canselier : Toledo
- Christian de Tillière : Pivin
- Carole Lange : L'employée Chazerand
- François Dyrek : Guy Pasquier
- Jacqueline Huppert : La serveuse du restaurant macrobiotique
- Dominique Zardi : Le patron du café Bastille
- André Rouyer : Le patron du tabac du 16e
- Daniel Russo : Un commentateur TV
- Fred Personne : Hector
- Jacques Robiolles : Un client au "Fer à cheval"
- Georges Mavros : Un client au 'Fer à cheval'
- Rosine Rochette : Alice Froment
- Christian Bouillette : Le flic
- Jean de Coninck : Civiletti
- Patrick Feigelson : Le meneur de jeu
- Jean-Marie Galey : L'employé du tabac du 16e
- Dominique Goron : Le réceptionniste
- François Jacquot : Olivier Chazerand
- Philippe Khorsand : Flipper
- Francesco La Placa : Allister
- Sandra Álvarez de Toledo : Gin
- Marie-Thérèse Orain : Mme Maud
- Bernard Papineau : Jegou
- Marie Pillet : Laurette Civiletti
- Bernard Pisani : Richardot
- Yves Pourcel : Rabourdin
- Charlotte Maury : Une cliente tabac du 16e
- Hervé Jacquot : Un client tabac du 16e
- Barry Mason : Fergus
- Henri Marteau : Le ministre
- Jean Luisi : Marco
- Annick Le Goff : L'employée de Poinsot-Dubreuil
- Gaëlle Legrand : Arlette Guibert
- Carole Lixon : Véronique Chazerand
- Jean-Luc Miesch : Le réalisateur TV
- René Morard : Le contremaître
- Robert Nogaret : Le second polyvalent
- Fred Ulysse : Le premier fonctionnaire
- Gérard Surugue : Tody
- Pierre Rousseau : Robert Rivers
- Marc Rosenbaum : Ménégaud
- Georges Dufosse : Chouty
- Jean-Michel Ribes